# كاثي يونغ
كاثرين أليشيا يونغ (بالروسية: Юнг, Екатерина)‏ (اسمها عند الولادة إيكاترينا يانغ: وُلدت يوم 10 فبراير 1963) صحفية أمريكية وُلدت في روسيا. تُعرف يونغ، على نحو رئيسي، بكتابتها عن الاغتصاب والنسوية. ألفت يونغ كتابين، وهي من كتاب مجلة ريزون-مجلة ليبرتارية أمريكية تصدر شهريًا، وهي أيضًا محررة عمود دائم في صحيفة نيوزداي وصحيفة ريل كلير بوليتيكس.

## الحياة المهنية والمعيشية
ولدت إيكاترينا جانغ في موسكو لعائلة يهودية، وكانت تبلغ من العمر سبعة عشر عامًا عندما هاجرت عائلتها إلى الولايات المتحدة سنة 1980. حصلت على الجنسية الأمريكية في عام 1987، وصار اسمها كاثرين أليشيا يونغ. تخرجت كاثرين أليشيا من جامعة روتغرز في عام 1988. في روتغرز، كتبت عمودًا في الصحيفة الطلابية «ديلي تارغم» وعملت ككاتبة طلابية في صحيفة ديترويت نيوز. أنجزت أيضًا سيرتها الذاتية، النشوء في موسكو: ذكريات فتاة سوفييتية، والتي نُشرت في عام 1989.
واصلت يونغ عملها مع صحيفة ديترويت نيوز، إذ عملت ككاتبة عمود دائم في الصحيفة في الفترة من1993 إلى 2000، وعملت يونغ أيضًا كصحفية مستقلة في مجموعة متنوعة من الصحف بما في ذلك نيويورك تايمز، وواشنطن بوست، وفيلادلفيا إنكوايرر، ونيوزداي، وذا نيو ريببلك، وول ستريت جورنال، وذا أمريكان سبكتاتور، وناشيونال ريفيو، وصالون، وذا ويكيلي ستاندرد، وريزون.
في الفترة من عام 2000 إلى عام 2007، كتبت يونغ مقال رأي أسبوعي لصالح صحيفة بوسطن غلوب. في عام 2008، بدأت يونغ في كتابة عمود دائم لصالح صحيفة ريل كلير بوليتيكس. وفي عام 2012، أصبحت يونغ كاتبة عمود أسبوعية في صحيفة نيوزداي. خلال حياتها المهنية، كانت يونغ على علاقة وثيقة بمجلة ريزون، بصفتها محررة وكاتبة عمود شهرية في الفترة من عام 2001 إلى عام 2007. ومنذ عام 2014، تشارك يونغ بانتظام في الكتابة لصالح مجلة تايم.
تغطي كتابات يونغ مجموعة متنوعة من المواضيع في السياسة والثقافة، مع التركيز على نحو خاص على القضايا ذات الصلة بالجندر والنسوية، وهو ما يعكس وجهة نظر نسوية فردية مشابهة لوجهة نظر الكاتبة النسوية الفردية ويندي مكلروي، وفي كثير من الأحيان؛ تتفق مع الناشطين في مجال حقوق الرجال، غير أنها تنتقدهم لمحاكاتهم سياسات الهوية المرتبطة ببعض أشكال الحركة النسوية. بالإضافة إلى ظهورها في عدد من البرامج الإذاعية والتلفزيونية، ألقت يونغ محاضرات في حرم الكليات، وخلال عامي 2001 و 2002، درّست دورة دراسية مدتها ثلاثة أسابيع عن القضايا الجندرية في كلية كولورادو.

## النسوية

### وجهات نظر
في كتابها الثاني، وقف إطلاق النار!: لماذا يجب على النساء والرجال توحيد قواهم لتحقيق المساواة الحقيقية، والذي نُشر في عام 1999، انتقدت يونغ كلًا من النسوية والتقليدوية من خلال ما وصفته بأنه «وجهة نظر مؤيدة للمساواة»، وهي فلسفة قالت يونغ عنها بأنه من الممكن تسميتها «النسوية أو شيء آخر». دافعت يونغ عن حملة مواقع التواصل الاجتماعي المسماة «نساء ضد النسوية».
صرحت يونغ، عند وصفها لقضية غيمرغيت المثيرة للجدل فيما يتعلق بالحركة النسوية، بإنها تعتقد أن قضية غيمرغيت هي ردة فعل عنيفة ضد الحركة النسوية، إلا أنها «ردة فعل عنيفة ضد نوع معين من الحركة النسوية، يميل إلى البحث، على نحو جنوني، عن الإساءات، وإلى قراءة الإيديولوجيا في كل شيء، وإلى شيطنة الحياة الجنسية للذكور؛ بذريعة القضاء على «احتقار المرأة».
في عام 2015، كتبت يونغ مقالًا في صحيفة ذا ديلي بيست أجرت فيه مقابلة مع الطالب الذي اتهمته الناشطة المناهضة للاغتصاب «إيما سالكوفيتش» بالاغتصاب. وردًا على ذلك، وصفت سالكوفيتش يونغ بأنها «معادية للنسوية»، قائلة إن يونغ نشرت محادثات على فيسبوك بينها وبين مغتصبها المزعوم من أجل الإساءة إليها. كتبت هيذر ويلهيلم في مجلة «ريل كلير بوليتيكس» بأن يونغ في مقالتها حول سالكوفيتش «نحّت المبالغات والضجيج جانبًا وقيِّمت الوقائع برزانة». وقد وصفت «كاتي زافادسكي» يونغ في مجلة نيويورك، محتجة بمقالة يونغ، بأنها «نسوية متناقضة».
تدعم يونغ الاعتراف القانوني بالزواج المثلي.

### احتفاء
يشير ستيفن بينكر في كتابه «اللوحة الفارغة» إلى يونغ بوصفها «نسوية عادلة أو منصفة»، ويصفها كذلك بانها «كاتبة عمود متمردة» جادلت ضد «المبادئ السائدة» المرتبطة بالاغتصاب.
ذكرت صحيفة واشنطن بوست أن يونغ قد كتبت العديد من المقالات التي تنتقد الدعوة المناهضة للاغتصاب في الحرم الجامعي. وصف موقع الأخبار والرأي الأمريكي سالون، يونغ بأنها لديها «تاريخ من الكتابة في تشويه سمعة ضحايا الاغتصاب». ذكرت مجلة كومينتاري بأن يونغ تعيد التحقيق في «التغطية الشنيعة للأساطير المتعلقة بالاعتداءات الجنسية في الحرم الجامعي»؛ على أمل «تصحيح الأمور وتقليل بعض الأضرار الهائلة التي أحدثتها الاتهامات».

## وصلات خارجية
- الموقع الرسمي
- كاثي يونغ على موقع IMDb (الإنجليزية)